# استخوان ران
استخوان ران یا فمور/فیمر (به انگلیسی: femur) بلندترین اندام در بدن انسان و در عین حال حجیم‌ترین و قوی‌ترین استخوان نیز هست. این استخوان، اولین استخوان اندام تحتانی بوده که در انتهای فوقانی خود در لگن خاصره قرار می‌گیرد و مفصل ران را به وجود می‌آورد.
این استخوان از بالا در ناحیه حفره حقه‌ای (استابولوم) با استخوان لگن و از انتها در ناحیهٔ زانو با استخوان درشت‌نی ساق پا و به‌وسیلهٔ رباط‌ها با نازک‌نی ساق پا و با کشکک مفصل می‌شود.
انتهای بالایی استخوان ران شامل سر، گردن، برجستگی بزرگ و برجستگی کوچک است و گردن استخوان سر را به تنه وصل می‌کند، طول گردن در ران حدود پنج سانتی‌متر است که با زاویه حدود ۱۲۵ درجه نسبت به تنه قرار گرفته‌است. برجستگی استخوان ران در سطح خارجی انتهای فوقانی استخوان قرار دارد و زیر پوست قابل لمس است. برجستگی کوچک نیز در زیر گردن در سطح خلفی داخلی قرار دارد. در سطح خلفی تنه، خط خشن قرار دارد که بسیار ضخیم و مشخص است.

## کالبدشناسی
استخوان ران درازترین و قوی‌ترین استخوان بدن است. استخوان ران انسان به‌طور میانگین ۴۸ سانتیمتر درازا و ۲٫۳۴ سانتیمتر قطر دارد و می‌تواند تا ۳۰ برابر وزن یک انسان بالغ را تحمل کند. انتهای تحتانی این استخوان با استخوان درشت نی، مفصل زانو را تشکیل می‌دهد. انتهای فوقانی آن یک قسمت محدب به نام سر دارد. زیر سر، یک قسمت باریک به طول پنج سانتی‌متر به نام گردن قرار دارد. در انتهای فوقانی در قسمتت خارجی یک برجستگی مشخص و چهار گوش به نام برآمدگی بزرگ قرار دارد. یک برآمدگی کوچک‌تر مخروطی شکل نیز در قسمت تحتانی – خلفی گردن به نام برآمدگی کوچک قرار دارد. سطح قدامی تنه صاف است در حالی که سطح خلفی این استخوان زبر است و دارای یک خط به برآمده به نام خط خشن است.
در قسمت قدامی (جلو) انتهای تحتانی استخوان ران یک سطح مفصلی جهت قرارگیری کشک زانو وجود دارد. در انتهای تحتانی استخوان ران همچنین دو قسمت برجستگی و مجزا به نام لقمه (کندیل) قرار دارند، که محل مفصل شدن ران با استخوان درشت‌نی هستند. لقمه‌ها با توجه به داخلی و خارجی بودن آن‌ها را نام‌گذاری می‌کنند.
سر استخوان ران به شکل گرد و مدور بوده و حالت کروی دارد و به توسط قسمتی از استخوان به نام گردن استخوان ران به قسمت‌های پایینتر می‌چسبد. زاویه بین گردن و تنه استخوان ران مهم بوده و در بعضی بیماری‌ها تغییر می‌کند. این زاویه به‌طور طبیعی در حدود ۱۲۵ درجه است. شکستگی گردن استخوان ران که اعلب در سنین بالا به دنبال پوکی استخوان دیده می‌شود اغلب نیاز به جراحی دارد.
در پایین‌تر از سر استخوان ران دو برجستگی دیگر به نام‌های برآمدگی (تروکانتر) بزرگ و برآمدگی کوچک قرار دارند. این دو برجستگی محل اتصالات عضلات قوی اطراف مفصل ران هستند. در انتهای دیستال استخوان لُقمه‌های داخلی و خارجی را داریم که در ناحیه زانو قرار دارند.

این استخوان در پایین دارای ۲ رویه مفصلی به نام‌های لقمه و ۲ عدد رولقمه (اپی‌کندیل) و تکمهٔ ادداکتور و ۲ عدد بالالقمه‌های (سوپراکندیلارهای) داخلی و خارجی می‌باشد.

## نگارخانه

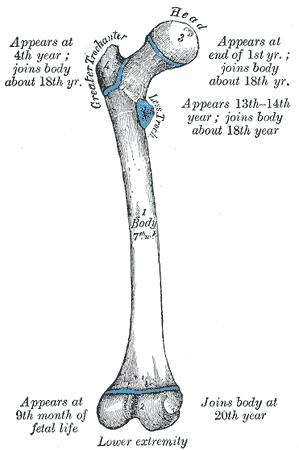
دید پشتی از استخوان ران
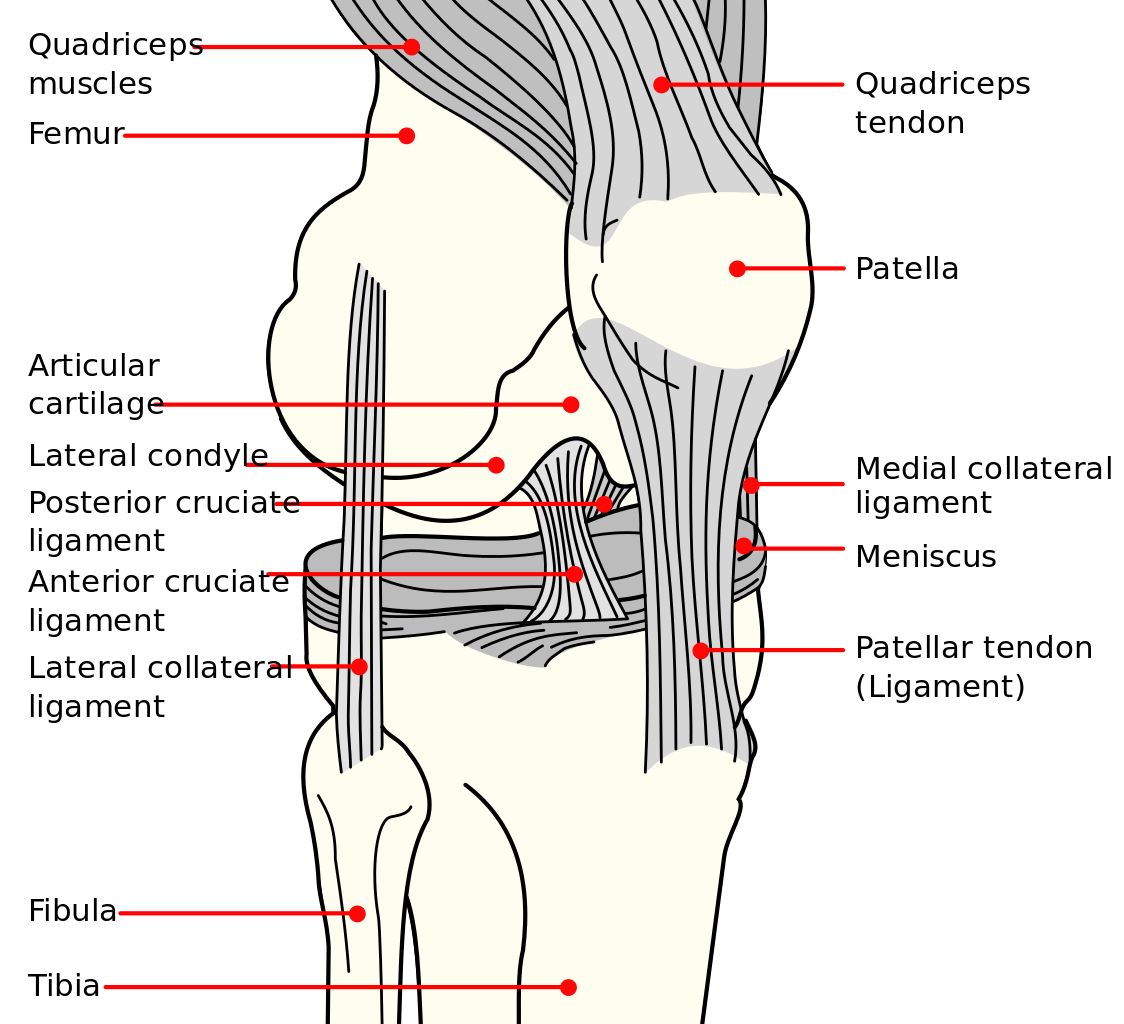
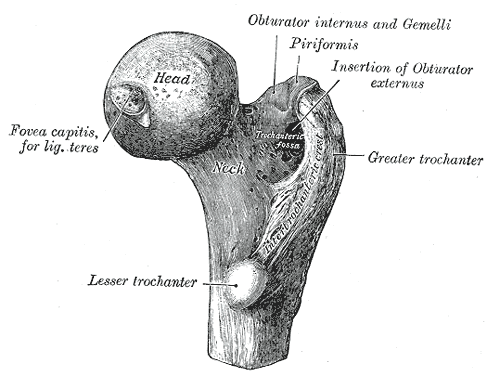
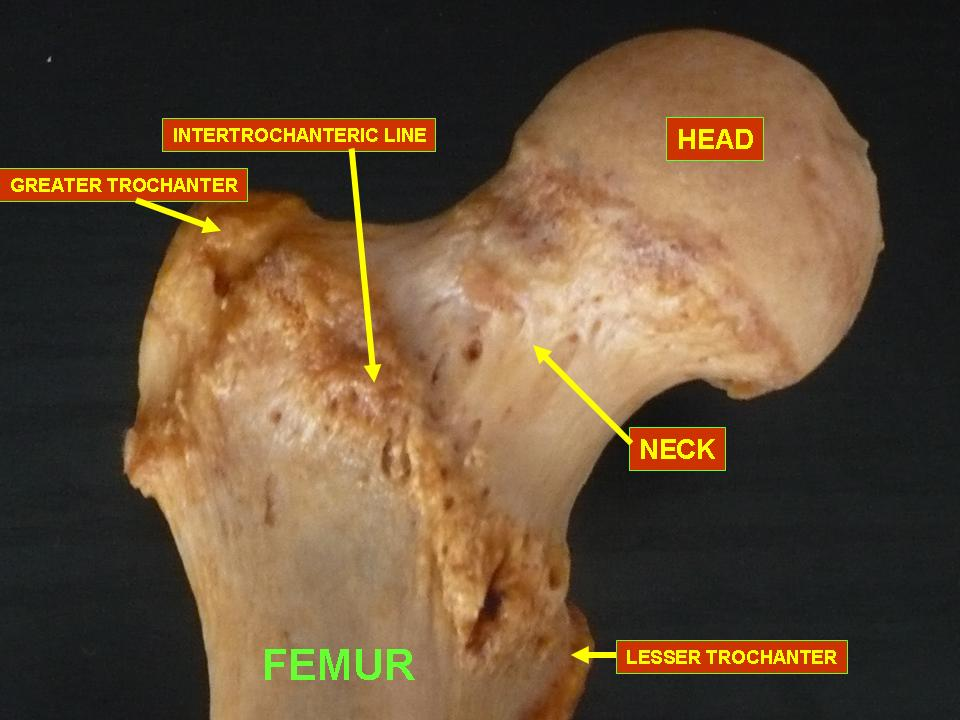
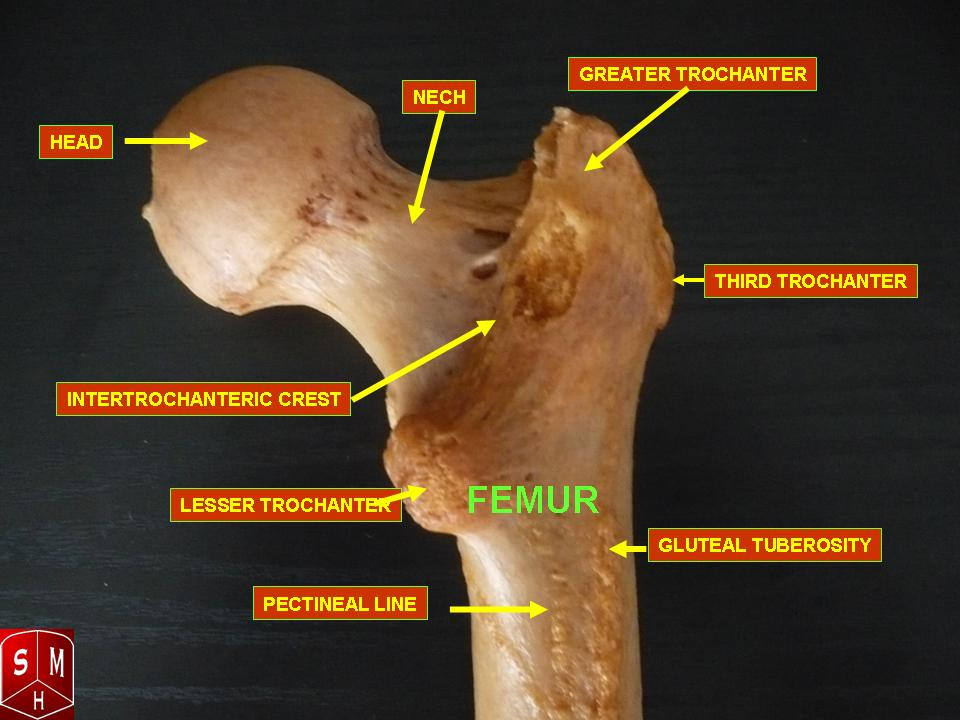
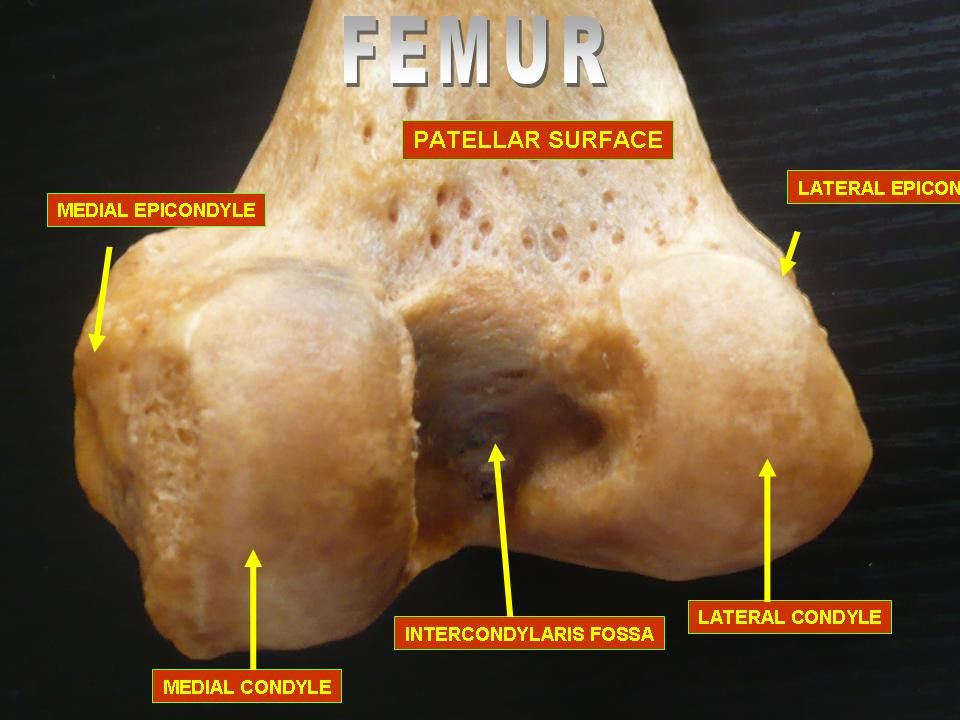